# Bruno Johansson
Eve Bruno Johansson, född 25 juli 1903 i Ystad, död 16 februari 1957 i Malmö, var en svensk målare. 
Johansson studerade konst i Malmö och Frankrike. Hans konst består av nakna figurer, stadsmotiv från franska samhällen och skånska landskap med en bred penselföring. 